# Río Sapo
Río Sapo är en ort i Mexiko.   Den ligger i kommunen Santa María Chilchotla och delstaten Oaxaca, i den sydöstra delen av landet, 280 km sydost om huvudstaden Mexico City. Río Sapo ligger 101 meter över havet och antalet invånare är 681.
Terrängen runt Río Sapo är kuperad österut, men västerut är den bergig. Río Sapo ligger nere i en dal. Runt Río Sapo är det ganska tätbefolkat, med 65 invånare per kvadratkilometer. Närmaste större samhälle är San Felipe Tílpam, 16,7 km sydost om Río Sapo. I omgivningarna runt Río Sapo växer i huvudsak städsegrön lövskog.